# 奥古閑村
奥古閑村（おくこがむら）は、かつて熊本県の北部に位置していた村。

## 地理
- 河川：緑川

## 歴史
- 1874年 - 上奥古閑村、中奥古閑村、下奥古閑村、北奥古閑村が合併し奥古閑村が成立。
- 1889年4月1日 - 町村制施行により海路口村との町村組合による運営となる。
- 1956年9月30日 - 川口村、中緑村、内田村、銭塘村、海路口村と新設合併し、天明村発足。

## 学校
- 奥古閑村立奥古閑小学校